# 海西村
海西村（かいさいむら）は、かつて岐阜県海津郡に存在した村である。
1955年に合併で平田町となった後、2005年に海津町、南濃町、平田町が合併し、現在は海津市の北東部に該当する。
村名は、旧海西郡に由来する。
旧・平田町の東部であり、長良川沿いの地域である。

## 歴史
- 江戸時代末期、この地域は尾張藩領、天領、旗本領などであった。
- 1897年（明治30年）4月1日[2] - 郡制に基づき、下石津郡、海西郡と安八郡の一部[3]が合併し、海津郡になる。
- 1897年（明治30年）4月1日 - 野寺村、幡長村、岡村、者結村、勝賀村、蛇池村が合併し、海西村になる。
- 1955年（昭和30年）2月1日 - 今尾町の大部分（旧・平原村を除く）と合併し、平田町となる。

## 小字
- 大字野寺
  - 高須賀、川田、蓮池、内田、大平、庚申塚
- 大字幡長
  - 寺島、寺島前、外畑、前川田、村中、切戸、村北、宮西、宮東、北川田、六反坪、村西、土所、者結浦、下札工、折口、札工、太郎左、中沼、高堤、鍛冶屋敷、八瀬ノ木、沼、河原
- 大字岡
  - 走り下、幡長道、蔵坪、者結裏、一色前、蒲田、下池、川田、打田、水尾、須賀界、山之上新田、北屋敷、下沼、外畑、源左前、村前
- 大字者結
  - 三反田、柳馬場、大閣屋敷、村中、北池、川並、沼
- 大字勝賀
  - 梶池、村前、須賀東、東田、中島西、村東、村北、蓮池、村西、北川、藤原、村中、柿之木、平畔、丸山、前河原、小沼
- 大座蛇池
  - 松原、杉名原、深城、五反田、西河原、屋敷中、村浦、安成、遠路、高田浦、法越、向河原、除西、勘島、中沼、沼河原、川田、前並、蛇池、北浦、河原田、寺東、萱場、村前、東浦、舟戸

## 学校
- 海西村立海西小学校（現・海津市立海西小学校）
- 中学校は、野寺・幡長・勝賀・須賀の生徒は羽島市の羽島市の羽島市海津郡学校組合立桑原中学校、その他の地区は組合立今尾中学校（現・海津市立平田中学校）へ通学。